# دامیر زاخارتدینوف
دامیر زاخارتدینوف (به ازبکی: Дамир Захартдинов؛ زادهٔ ۲ ژانویهٔ ۱۹۷۶) کشتی‌گیر پیشین و مربی کشتی آزاد اهل ازبکستان است. او برندهٔ مدال برنز مسابقات قهرمانی کشتی جهان (۱۹۹۹) و سه مدال نقره (۲۰۰۰، ۲۰۰۱، ۲۰۰۳) و دو مدال برنز (۱۹۹۹، ۲۰۰۵) از مسابقات قهرمانی کشتی آسیا است. زاخارتدینف به عنوان ملی‌پوش تیم ملی کشتی ازبکستان در سه دورهٔ بازی‌های المپیک ۱۹۹۶ آتلانتا، ۲۰۰۰ سیدنی و ۲۰۰۴ آتن رقابت کرد.